# كورت بيترسن
كورت بيترسن (بالإنجليزية: Kurt Petersen)‏ هو لاعب كرة قدم أمريكية أمريكي، ولد في 17 يونيو 1957 في سانت لويس في الولايات المتحدة.

## وصلات خارجية
- كورت بيترسن على موقع مرجع كرة القدم المحترفة.كوم (الإنجليزية)